# جيم نيلسون (لاعب كرة قدم أمريكية)
جيم نيلسون (بالإنجليزية: Jim Nelson)‏ هو لاعب كرة قدم أمريكية أمريكي، ولد في 16 أبريل 1975 في ريفرسايد في الولايات المتحدة.

## وصلات خارجية
- جيم نيلسون على موقع مرجع كرة القدم المحترفة.كوم (الإنجليزية)